# 朱雲鵬
朱雲鵬（1953年8月17日—），臺灣經濟學學者、中國國民黨籍政治人物，美國馬里蘭大學博士，台灣台北市人，籍貫浙江省諸暨縣，中華民國二等金融專業獎章得主，現任東吳大學巨資學院講座教授，曾任景文科大校長、行政院政務委員。

## 生平
朱雲鵬在台灣大學經濟學系取得學士與碩士學位，留學美國，為馬里蘭大學經濟學博士。與其弟朱雲漢，為台灣知名的學術圈兄弟檔。
2008年任行政院政務委員，也曾任行政院公平交易委員會委員，景文技術學院校長，中央研究院中山人文社會科學研究所副研究員/研究員/所長，中央大學台灣經濟發展研究中心主任，中央大學產業經濟研究所教授，財團法人消費者文教基金會副秘書長，2010年任國家政策研究基金會科技經濟組政策委員，為政府財經核心智囊和兩岸經濟協議 ECFA 的重要推手，為中國國民黨仰賴的智庫之一。
2009年4月26日，壹週刊報導其蹺班，偕小他26歲女友出遊，引發爭議，請辭政務委員。
2010年9月起任財團法人保險安定基金董事長，2015年5月卸任。
|date=20160802031234 }}</ref>。
2016年3月，馬英九提名朱雲鵬為國安基金管理委員會民間委員，任期兩年。
2017年起擔任台灣研究基金會董事長。

## 熱門事件

### 2009年請辭政委事件
2009年4月26日，壹周刊報導稱朱雲鵬蹺班偕女友出遊，引起風波。朱透過聲明認為政務委員屬責任制，該報導以「蹺班」形容與工作性質不符，但因此事件而辭去政務委員職務。

### 高中課綱微調
朱雲鵬於2013年，參與「高級中等學校及國民中小學社會、語文領域檢核工作小組」。11月23日，檢核小組召開第一次會議，國家教育研究院院長柯華葳最初只要求檢核小組對教科書中的名詞進行檢視，提出報告。包括朱雲鵬在內的五位成員於會中提出的臨時動議案並獲得無異議通過，日後引起爭議。時任立法委員的鄭麗君認為，該動議建議由檢核小組直接微調課綱，違反程序正義。朱雲鵬認為檢核小組有權限對課綱進行檢視，並提出可能的微調內容建議，但並非直接修改課綱。在此觸及課綱修訂，是檢核小組權責。

### 購買農舍事件
2011年壹周刊刊登報導，指朱在政務委員任內，利用職權向桃園縣政府要求暫緩發放建物使用執照，濫權A建商，該建商被迫接受，藉機買下中壢市中央大學旁集村式農舍豪宅「竹里館」2期建案，假農舍之名的別墅，規避課稅。之後，同本雜誌刊出朱的澄清函表示：該農舍係購於任中央大學經濟系教授期間而非政務委員任內，同時合乎「集村農舍」相關法令，也有合法取得各項許可、證照及權狀。

### 獲頒二等金融專業獎章
朱雲鵬於2015年5月18日卸任保險安定基金董事長前夕，接受金管會主委曾銘宗頒勳二等金融專業獎章，以表彰他致力於維護保險市場之安定與協助金融監理之卓著貢獻。曾主委致詞時說明，朱董事長在職期間，屬教授兼職而不支薪，全心投入保險安定基金，工作期間並順利完成幸福人壽及國寶人壽退場工作，居功厥偉。朱在接受獎章時表示，這樣的榮譽不是他個人的，是屬於整個保險安定基金的。他也指出，保險法去年已通過修法，開啟了保險業邁向2.0世代，從此保險業將更健全，不容易再發生大額賠付情況。

### 獻上政策三枝箭
朱雲鵬卸下保險安定基金董事長職位時接受媒體專訪指出，「人在公門好修行」，任何人當政，都有造福民眾責任。他獻上政策「三支箭」，也就是老人照護、青年住宅、輔導年輕人創業；他希望政府讓80歲以上老人申請續聘外籍看護工時免巴氏量表的門檻能降低，學新加坡廣建公房讓無殼蝸牛有棲身之所，還有多培養「天使投資人」投入創業基金協助年輕人創業。另外，提到當初因新聞報導而被迫請辭時，他指出當時兼負督導多項重大經濟政策，沒日沒夜加班，導致泌尿系統感染，打了3天點滴仍無法退燒，還轉送台大住院。病癒後感嘆再這樣下去，恐怕還來不及服務身體就先垮。當時已為單身的他，在公務有空檔的午餐時間，帶著便當約女友開自己的車至圓山吃便當透透氣。結果，不但被指責是「蹺班約會」，還被誣指是「開公務車出遊」。其實，他當天開的是自己的CEFIRO而非公務車，為證實所言不虛，就算那輛CEFIRO已是老爺車，還一直不願賣，就是要留著當「物證」。

### 發表「網路新經濟 創業趁現在」
2015年5月28日於中國時報專欄發表「網路新經濟 創業趁現在」一文，引用Airbnb、Expedia和Priceline等旅遊業網路創業成功案例，鼓勵年輕人要把握網路所帶來通路革命的大好機會，積極創業。等到網路經濟的競爭穩定下來，大者已經豎立，機會就會變少、變難。

## 外部連結
- 經濟面面觀的實踐家—朱雲鵬 （页面存档备份，存于） （页面存档备份，存于） （页面存档备份，存于） （页面存档备份，存于）